# Az-Zarqā'
Az-Zarqā' es un distrito de la gobernación de Damieta, Egipto. En julio de 2017 tenía una población estimada de 169 229 habitantes.
Se encuentra ubicado al norte del país, junto a la costa del mar Mediterráneo y el ramal del Nilo denominado Damieta, en el delta del Nilo.